# Wojciech z Secemina
Wojciech z Secemina herbu Dąbrowa (ur. ?, zm. ?) – polski duchowny rzymskokatolicki, biskup pomocniczy gnieźnieński.

## Życiorys
Był biskupem pomocniczym gnieźnieńskim w 1493. Brak innych informacji o jego życiu.